# Skammen
Skammen (en català seria: "Vergonya") és una pel·lícula sueca d'Ingmar Bergman, estrenada el 1968.

## Argument
Som en plena guerra. Eva i Jan Rosenberg, violinistes de professió, s'han aïllat del món, creient poder viure a l'abric de la seva corrupció, cultiven un hort i viuen del que produeix. Però la guerra esclata entre dos països, i el front arriba a la seva illa. Tots dos són forçats a prendre partit. I la parella no en sortirà indemne.
Mentre reguen les plantes, després haver anat a ciutat per vendre els nabius que han collit i haver discutit de la possibilitat de tenir un fill per reforçar les seves relacions, un pilot es llança d'un avió en paracaigudes. Intenten debades prestar-li socors. El pilot ha mort i tots dos són interrogats per soldats que els acusen d'haver disparat al pilot i graven les seves respostes amb una càmera. Jan, que pateix del cor, es desmaia i la seva dona el reconforta, després d'haver-li donat un medicament.
En l'escena següent els dos esposos s'abracen a la llum d'una espelma i parlen de nou de fills: mentre que Jan diu que en tindran quan la pau hagi tornat, Eva respon que no en voldrà mai.
Se senten trets; Jan i Eva decideixen escapar-se en cotxe però després d'haver travessat un camp sembrat de cadàvers, troben la carretera bloquejada i són forçats a tornar darrere.
L'endemà, tornen a ciutat fer compres i són parats per soldats que els peguen i els condueixen a un camp militar on els interroguen. L'entrevista del dia precedent en efecte era una escenificació i tots dos són acusats de col·laboració amb l'enemic i empresonats.
L'escena següent ens ensenya el tribunal del camp militar on les penes són pronunciades i tots dos són portats al despatx del coronel Jacobi que, havent conegut abans Eva i havent-hi tingut simpatia, intercedeix al seu favor.
Més tard, Jacobi els fa alguns regals: a Jan la partitura d'una composició de Dvorák i a Eva un anell. Jan, que ha begut molt, s'adorm mentre Eva i Jacobi s'allunyen. Jacobi dona diners a Eva i fa llavors l'amor amb ella a l'hivernacle, però Jan, que entretant s'ha despertat, troba els diners i, plorós, munta en còlera i crida la seva dona.
Arriben llavors dels soldats de l'altre camp que capturen Jacobi i li demanen diners; prega Eva de tornar-li el que li ha donat. Però ja no té els diners, que han estat agafats per Jan. Aquest últim no vol tornar-los i colèric dispara a Jacobi mentre la seva casa és incendiada i tots dos es refugien a la muntanya. Ve ara un home armat, un desertor, i Eva, pietosa, li ofereix menjar, però Jan, ara contaminat per la guerra, ja no és l'home dolç i espantadís d'abans, i després l'haver-lo robat, el mata.
Eva i Jan abandonen l'illa i, després haver carregat el poc que els queda sobre un carretó, es dirigeixen cap al mar on s'han assabentat pel soldat desertor que un petit vaixell s'havia de fer a la mar; i després de pagar se'ls deixa pujar. El mar és ple de cadàvers de soldats.
La pel·lícula acaba amb el vaixell que s'allunya de l'illa mentre Eva conta haver somiat que era feliç amb la seva filla davant d'un mur molt alt, cobert de roses incendiades per un avió. Diu: «S'estrenyia contra mi i tot el temps sabia que m'havia de recordar d'alguna cosa que algú havia dit i que havia oblidat».

## Critiques
- Skammen  és una pel·lícula temàticament lúgubre sobre una parella apolítica, tots els dos violinistes (...) un pel·lícula complexa d'intriga dement. Manny Farber.

## Rodatge
Del 12 de setembre al 23 de novembre de 1967 a l'illa de Fårö